# Mèder
El riu Mèder és un subafluent del riu Ter. Desemboca al riu Gurri.
Neix al municipi de Santa Eulàlia de Riuprimer, antigament coneguda amb el nom de Santa Eulàlia de Merder per la mala qualitat de l'aigua. La seva conca inclou els municipis de Santa Eulàlia de Riuprimer, Muntanyola, Sant Bartomeu del Grau, Gurb i Vic.
Passat Santa Eulàlia, el Mèder rep al seu marge dret la riera de Muntanyola. Quatre quilòmetres riu avall, passa pel barri de la Guixa. Havent passat la Guixa, rep al seu marge esquerre la riera de Sant Joan del Galí. Al cap d'un parell de quilòmetres arriba a Vic on ha estat aprofitat durant molts anys per la indústria tèxtil: això feia que el riu fos una claveguera i reforçava la idea que el riu era un merder. Als afores de Vic desemboca al riu Gurri, del qual és l'afluent més important.